# Zayd ibn Harithah
Zayd ibn Harithah (en árabe: زيد بن حارثة‎; c. 581–629 d. C.) fue un compañero de Mahoma considerado como su hijo adoptivo. Es el único Sahaba mencionado por su nombre en el Corán (33:37).

## Niñez
Se dice que Zayd era diez años más joven que Mahoma, sugiriendo un nacimiento en torno al año 581. También se dice que tenía cincuenta y cinco años (lunares) a su muerte en 629, indicando entonces la fecha de 576.
Nació en el clan Udhra de la tribu Kalb en el Néyed (tierras altas) de la Arabia central; reclamó ser el duodécimo descendiente de Udhra ibn Zayd al-Lat, quien a su vez era considerado un tataranieto de Kalb ibn Wabara. La madre de Zayd, Suda bint Thaalaba, era del clan Maan de la tribu Tayy.
Cuando Zayd era "un niño de una edad en que puede ser un sirviente" acompañó a su madre en una visita a su familia. Mientras  se alojaban con la tribu Maan, jinetes de la tribu Qayn allanaron sus tiendas y secuestraron a Zayd. Le llevaron al mercado de Ukkaz y le vendieron como esclavo por 400 dinares.
La familia de Zayd le buscó, pero sin éxito. Un lamento es atribuido a su padre, Harithah ibn Sharahil.

## Esclavitud en La Meca
Zayd fue comprado por un mercader de La Meca, Hakim ibn Hizam, quien dio el niño como presente a su tía, Jadiya bint Juwáylid. Quedó en su posesión hasta el día en que se casó con Mahoma, cuando dio el esclavo como regalo de boda al novio. Mahoma se volvió muy apegado al muchacho, a quien se refería como al-Habib (“el amado”).
Algunos años más tarde, varios miembros de la tribu de Zayd llegaron a La Meca en peregrinaje. Se encontraron con Zayd y le reconocieron, y él les pidió que llevaran un mensaje a casa. 

Llevad un mensaje a mi gente/ porque estoy lejos, muy cerca de la Caaba y los lugares de peregrinación./ Suelta el dolor que te entristeció profundamente/ y no apresures tus camellos por toda la tierra./ Vivo con las mejores familias, que Dios sea bendecido./ De padre a hijo, de Ma'ad son los más nobles.

Cuando recibieron este mensaje, el padre y el tío de Zayd partieron de inmediato a La Meca. Encontraron a Mahoma en la Kaaba y le prometieron cualquier rescate si dejaba regresar a Zayd con ellos. Mahoma respondió que tendría que dejar a Zayd escoger su destino, pero que si deseaba regresar con su familia, Mahoma le liberaría sin aceptar ningún rescate a cambio. Pidieron a Zayd, quien fácilmente reconoció a su padre y tío, pero les dijo que no quería dejar a Mahoma, “porque he visto algo en este hombre, y no soy la clase de persona quien nunca escogería a cualquiera en preferencia a él." Mahoma llevó a Zayd a los escalones de la Kaaba, donde los contratos legales eran acordados y presenciados, y anunció a la multitud: “Sois testigos de que Zayd se convierte en mi hijo, con derechos mutuos de herencia.” Viendo esto, el padre y el tío de Zayd “estuvieron satisfechos” y regresaron a casa sin él.
De acuerdo con la costumbre preislámica árabe de adopción, Zayd sería desde entonces llamado "Zayd ibn Muhammad", considerado liberto y social y legalmente el hijo de Mahoma. Posteriormente, después de la orden en el Corán de que un hijo adoptado no es igual a uno engendrado (biológico), será llamado Zayd ibn Harithah y Mahoma se casará con la esposa divorciada de Zayd.

## Conversión al islam
En una fecha desconocida antes de 610, Zayd acompañó a Mahoma a Taif, donde era una tradición ofrendar carne a los ídolos. Cerca de Baldah en su regreso a La Meca, conocieron a Zayd ibn Amr y le ofrecieron algunos trozos de la carne cocinada que llevaban en su bolsa. Zayd ibn Amr, un abierto monoteísta, respondió, "No como nada que haya sido sacrificado en el nombre de vuestros ídolos de piedra. Solo algunas de aquellas cosas sobre las que se ha mencionado el nombre de Alá en el momento de la matanza." Después de este encuentro, Mahoma dijo, "Nunca acaricié un ídolo de los suyos, ni sacrifiqué a ellos, hasta que dios me honró con su apostolado."
Cuando Mahoma informó en 610 que había recibido una revelación del ángel Gabriel, Zayd fue uno de los primeros en convertirse al islam. Jadiya fue la primera musulmana del mundo, muy pronto seguida por su vecina Lubaba bint al-Harith, sus cuatro hijas, y los tres primeros varones conversos, Ali, Zayd y Abu Bakr.

## La Hégira
En 622, Zayd se unió a los demás musulmanes en la Hégira a Medina. Una vez instalados en la nueva ciudad, Mahoma instó a cada musulmán a “tomar un hermano en la religión” de modo que cada cual tendría un aliado en la comunidad. Zayd fue emparejado con Hamza, tío de Mahoma. Hamza consiguientemente incluyó en su último testamento a Zayd justo antes de su muerte en 625.
Unos meses más tarde, Mahoma y Abu Bakr enviaron a Zayd a La Meca para escoltar a sus familias hasta Medina. La partida la formaban la mujer de Mahoma Sawda, sus hijas Umm Kulthum y Fátima, su criado Abu Rafi, la esposa de Zayd Baraka y su hijo Usama, la esposa de Abu Bakr Umm Rumman, sus hijos Asma, Abdullah y Aisha, y un guía llamado Abdullah ibn Urayqit; un pariente de Abu Bakr, Talhah, también decidió acompañarles.

## Matrimonios e hijos
Zayd se casó al menos seis veces:
1. Durrah (Fakhita) bint Abi Lahab, una prima de Mahoma.[12] Se divorciaron; las fechas son desconocidas, pero los dos hermanos de Durrah se divorciaron de las dos hijas de Mahoma en 613.
2. Umm Ayman (Barakah), otra liberta de Mahoma. Se casaron "después del Islam" y su hijo nació en 612.
3. Hind bint Al-Awwam, una sobrina de Jadiya.
4. Humayma bint Sayfi (Umm Mubashshir), viuda de Al-Baraa ibn Maarur, un jeque de Medina. Al-Baraa murió en agosto o septiembre de 622, así que el matrimonio con Zayd presumiblemente se celebró en o después de 623.
5. Záynab bint Yahsh, una prima de Mahoma. Se casaron en 625 y se divorciaron a finales de 626.
6. Umm Kulthum bint Uqba, una hermana materna del califa Uthmán. Este matrimonio fue ordenado por Mahoma en 628, pero también terminó en divorcio.

Zayd tuvo tres hijos:
1. Usama, hijo de Barakah, quien tuvo descendientes, pero su número "nunca superó veinte en cualquier generación dada."
2. Zayd, hijo de Umm Kulthum, que murió en la infancia.
3. Ruqayya, hija de Umm Kulthum, que murió mientras estaba bajo el cuidado de Uthmán.

### Matrimonio con Záynab bint Yahsh
Alrededor de 625 Mahoma propuso que su prima, Záynab bint Yahsh, se casara con Zayd. Al principio ella rehusó alegando que no era un Quraysh. Se ha sugerido que las diferencias sociales entre Záynab y Zayd fueron precisamente la razón por la que Mahoma quería arreglar el matrimonio:
"El Profeta sabía bien lo que es importante de una persona ante los ojos de Alá, más que su estatus a los ojos de las personas... Su matrimonio demostraría que no eran los antepasados, sino su estatus a la vista de Alá, lo importante."
En cambio, Montgomery Watt señala que Zayd ya tenía una alta estima ante Mahoma:
"Difícilmente ella podría haber creído que no fuera suficiente. Era una mujer ambiciosa, sin embargo, y puede que ya estuviera pensando en casarse con Mahoma; o puede haber querido casarse con alguien con quien Mahoma no quería que su familia estuviera estrechamente aliada."
Entonces Mahoma anunció un nuevo versículo del Corán,33:36:
No es apropiado para un creyente, hombre o mujer, cuando un asunto ha sido decidido por Alá y Su Mensajero el tener cualquier opción sobre su decisión: si cualquiera desobedece a Alá y Su Mensajero, ciertamente está en un camino claramente incorrecto, —Sura al-Ahzab Corán 33:36 (Traducido por Yusuf Ali)
Záynab accedió y se casó con Zayd.

El matrimonio duró menos de dos años. Según Ibn Sa'd y al-Tabari:
 "Zayd bin Harithah, vivía en la casa de Mahoma y era considerado como su hijo adoptivo- de modo que era llamado Zayd, hijo de Mahoma. Si el matrimonio entre Zayd y Záynab era un mala alianza desde el principio es especulación, aunque la cuenta mantiene que Zayd no fue reticente en divorciarse de su mujer y dejarla casar con Mahoma. Mahoma es retratado como reticente de proceder con el matrimonio debido a escrúpulos sobre si casarse con la mujer anterior del hijo adoptado violaba algún grado prohibido de matrimonio. Reconocidas relaciones de parentesco árabe no basadas en lazos de sangre: los hermanos de leche (haber tenido la misma nodriza) era una de tales relaciones; la cuestión de si la adopción caía en esta categoría no debía estar clara entre los musulmanes. El matrimonio no tuvo lugar hasta después de ser recibida una revelación coránica, dando permiso a los creyentes para casarse con las esposas divorciadas de los hijos adoptivos." 

### Abolición de la adopción
Después de estos acontecimientos, la forma árabe tradicional de adopción ya no era reconocida en el Islam; fue reemplazada por la kafala. Tres versos del Corán fueron escritos sobre esto. Al-Tabari declara que Q33:40 fue revelado porque "el Munafiqun [en la comunidad inicial, grupo de conversos secretamente hostiles a los propios musulmanes] hizo de esto un tema de conversación y vilipendió al Profeta, diciendo que Mahoma prohíbe [el matrimonio] con [las anteriores] las mujeres de sus hijos propios, pero se casa con la [anterior] mujer de su hijo Zayd.'"
Mahoma no es el padre de cualquiera de vuestros hombres, pero (es) el Mensajero de Alá, y el Sello de los Profetas: y Alá tiene conocimiento pleno de todas las cosas. —Sura al-Ahzab Corán 33:40 (Traducido por Yusuf Ali)
Zayd volvió a ser conocido por su nombre original de Zayd ibn Harithah y ya no se le consideró el hijo legal de Mahoma después de la revelación de Q33:5:
Llámalos por los nombres de sus padres... —Sura al-Ahzab Corán 33:5 (Traducido por Yusuf Ali)
Ibn Saad Indica que Q33:37 era una instrucción concreta a Mahoma y Záynab para casarse y que explica por qué su matrimonio era necesario.
Mirad! Tú dijiste a uno que había recibido la gracia de Alá y su favor: "Retén (en el matrimonio) a tu esposa, y temed a Alá." Pero escondiste en tu corazón lo que Alá estaba a punto de manifestar: temiste al pueblo, pero es más apropiado que le temas a Alá. Entonces cuándo Zaid había disuelto (su matrimonio) con ella, con la necesaria (formalidad), nos unimos a ella en matrimonio: para que (en el futuro) no haya ninguna dificultad a los creyentes en (el asunto de) matrimonio con las mujeres de sus hijos adoptados, cuándo los últimos han disuelto con la necesaria (formalidad) (su matrimonio) con ellas. Y la orden de Alá tiene que ser cumplida. —Sura al-Ahzab Corán 33:37 (Traducido por Yusuf Ali)

## Expediciones militares
Zayd era "uno de los arqueros famosos entre los compañeros del Profeta." Luchó en Badr, Uhud, la Batalla de la Trinchera y Jáybar, y estuvo presente en la expedición a Hudaybiyyah. Cuando Mahoma arrasó Al-Muraysi, dejó a Zayd como gobernador en Medina.
Zayd mandó siete expediciones militares:
1. Al-Qarada en noviembre de 624. Capturó una caravana de mercancías, pero la mayoría de los mercaderes mecanos huyeron.
2. Al-Jumum en septiembre de 627.[22]
3. Al-'Is en octubre de 627.[23]
4. At-Taraf, una incursión en la región de Nakhl "en el camino a Irak".[24]
5. Wadi al-Qura. Zayd arrasó el área en noviembre de 627, pero la tribu Fazara contraatacó, matando algunos musulmanes, mientras Zayd era llevado herido del campo de batalla. Zayd juró venganza y, después de recuperarse de las heridas en enero de 628, regresó a Wadi al-Qura con un ejército más grande. Entonces derrotó, ejecutó atrozmente a su anciana jequesa Umm Qirfa y esclavizó a los Fazari.[25]
6. Hisma, o Khushayn, contra la tribu Judham en octubre de 628.[26][27]
7. La Batalla de Mu'tah en septiembre de 629, donde Zayd fue asesinado.[28]

Según Aisha, "El Mensajero de Alá nunca envió a Zayd ibn Harithah en un ejército sin ponerle a la cabeza de él, incluso si se quedó después de que le nombrara."

## Muerte
Zayd ibn Harithah dirigió su expedición final en septiembre de 629. Una fuerza musulmana de 3000 hombres se dispuso a atacar la ciudad bizantina de Bosra. Aun así, una fuerza bizantina de "100 000 griegos unidos a 100 000 hombres de Lakhm y Judham y Al-Qayn y Bahra y Bali" les interceptó en un pueblo llamó Mu'tah. Zayd sostuvo el estandarte en la Batalla de Mu'tah hasta que fue derribado por un golpe de lanza y pereció desangrado. Los otros dos líderes, Ŷa'far ibn Abī Tālib y Abd Alá ibn Rawahah, también murieron, y el ejército musulmán se encaminó de regreso.
Al oír de la muerte de Zayd, Mahoma acudió a su familia. "La hija de Zayd lloraba ante el Mensajero de Alá y el Mensajero de Alá lloró hasta sollozar." Saad ibn Ubada dijo, "Mensajero de Alá, qué es esto?". Contestó, "Este es el anhelo del amante por el amado."